# ابو حبه، معره النعمان
ابو حبه (به عربی: أبو حبة) یک روستا در سوریه است که در ناحیه حیش واقع شده‌است. ابو حبه ۵۱۷ نفر جمعیت دارد.